# Poros (Gemeinde)
Poros (griechisch Δήμος Πόρος (m. sg.)) ist eine Gemeinde bestehend aus der Insel Poros, einem Teil an der peloponnesischen Küste des Saronischen Golfs und mehreren kleineren unbewohnten Inseln. Die Gemeinde gehört zum attischen Regionalbezirk Inseln. Sitz der Gemeinde ist der Ort Poros. Poros und Trizinia-Methana sind die einzigen Gemeinden Attikas, die auf der Festlands-Peloponnes liegen.

## Beschreibung
Neben der Insel Poros gehört ein Teil des gegenüberliegenden Festlands zur Gemeinde. Hierbei handelt es sich um den Küstenstreifen, der an der südlich Ortsgrenze von Galatas beginnt, etwa 8,5 km in südöstliche Richtung bis zum Kap Skyli und von dort etwa 9 km nach Westen bis zur Grenze zur Ermionida verläuft. Das Hinterland und die Höhenzüge des südlichen Aderes-Gebirges gehören dagegen zur Gemeinde Trizinia-Methana. Den Südöstlichsten Punkt der Gemeinde bildet das Kap Skyli mit den Inseln Skylli und Spathi. Außerdem gehören die unbewohnte Inseln Modi, Bourtzi, Lazareto, Gali und noch zahlreiche kleinere Inseln zur Gemeinde.
Das Gebiet um Kap Skyli, das auch Tselevinia genannt wurde, war schon immer dünn besiedelt. Ein Beleg für die Abgeschiedenheit ist, dass im 13. oder 14. Jahrhundert die Republik Venedig hier die Burg von Tselevinia unbehelligt gründen konnte, obwohl das Land zum Herrschaftsbereich der Franken gehörte. Der Name Tselevinia und Ortsnamen wie Vlachaiika, Psomaiika und Biskaiika bezeugen, dass sich hier einst Arvaniten ansiedelten.

## Geschichte
Am 31. August 1912 wurde Poros, das zuvor zur Gemeinde Tizinos (griechisch Τροιζήνος) in der Präfektur Argolis und Korinthia gehörte, in eine Kinotita innerhalb der neuen Gemeinde Trizinia, die nur die Insel Poros umfasst, umgewandelt. Als zugehörige Siedlungen wurden Moni Zoodochos Pigi und Kentriko Progymnastirio (Marineschule) genannt. Die Gemeinde Trizinia wurde am 17. Oktober 1925 der Präfektur Attika und Böotien zugeteilt. Am 10. Februar 1939 wurde die gegenüber liegende Siedlung Galatas eingegliedert und so wurde erstmals Festland Teil von Poros. Ein Jahr später am 16. Oktober 1940 wurde die Siedlung Kentriko Progymnastirio aufgelöst.
Am 31. Juli 1941 erfolgte die Umbenennung der Gemeinde in Poros Trizinia und zwei Jahre später am 26. Juli 1943 wurde es der neugegründeten Präfektur Attika zugeordnet. Nach dem  Zweiten Weltkrieg wurden am 7. April 1951 die Siedlungen Vlachaiika und Dariza innerhalb der Gemeinde Poros Trizinia ausgewiesen. Am 21. Mai 1956 wurde die Siedlung Galatas zu einer Kinotita erhoben und erhielt die Siedlungen Vlachaiika und Dariza. Die Gemeinde wurde am 30. Oktober 1964 abermals neu zugeordnet, diesmal zur Präfektur Piräus, dies wurde jedoch acht Jahre später, am 8. Mai 1972, wieder rückgängig gemacht. Ein Jahr zuvor, am 14. März 1971, waren die neuen Siedlungen Lemonodasos auf dem Festland und Megalo Neorion auf Poros ausgewiesen worden.
Am 5. April 1981 wurden die Siedlungen Agios Nektarios und Kyani Akti auf Poros und Artemis und Aliki auf dem Festland ausgewiesen und Megalo Neorion aufgelöst und der Siedlung Poros zugeordnet. Am 17. März 1991 wurden Aliki, Artemis und Lemonodasos wieder aufgelöst und der Siedlung Kyani Akti angegliedert. 1997 wurde die Kinotita Poros zu einer eigenständigen Gemeinde.

## Gemeindegliederung
Die Einwohnerzahlen stammen aus dem Ergebnis der Volkszählung 2011.
- Gemeindebezirk Poros – Δημοτική Ενότητα Πόρου – 3.993
  - Agios Nektarios – Άγιος Νεκτάριος – 101
  - Kyani Akti – Κυανή Ακτή – 213
  - Moni Zoodochos Pigi Kalavrias – Μόνη Ζωοδόχου Πηγής Καλαυρείας – 28
  - Poros – Πόρος – 3.651